# Youri Tielemans
Youri Marion A. Tielemans (født 7. maj 1997) er en belgisk professionel fodboldspiller, som spiller for Premier League-klubben Aston Villa og Belgiens landshold.

## Klubkarriere

### Anderlecht
Tielemans begyndte sin karriere hos RSC Anderlecht. Han gjorde sin førsteholdsdebut den 28. juli 2013 i en alder af 16 år, og blev hermed den fjerdeyngste spiller nogensinde til at spille i den belgiske liga. Da han gjorde sin Champions League debut den 2. oktober 2013, blev han den yngste belgiske spiller i turneringen nogensinde.
Han etablerede sig over de næste sæsoner som en fast mand på Anderlechts hold, og var med til at vinde det belgiske mesterskab to gange i løbet af sin tid i klubben. Han blev i 2016-17 sæsonen kåret som årets spiller i den belgiske liga.

### Monaco
I sommeren 2017 blev Tielemans solgt til AS Monaco i Frankrigs Ligue 1 for en pris på 25 millioner euro. Hans skifte til klubben var dog ikke en succes, og han blev i sin debutsæson kåret af France Football som en af ligaens største transferflop.

### Leicester City
Tielemans skiftede i januar 2019 til Leicester City på en lejeaftale. Efter en succesfuld lejeaftale, så skiftede han til klubben på en fast aftale i juli 2019. Med en pris på 40 millioner pund blev han den dyreste transfer i klubbens historie.
Tielemans scorede den 15. maj 2021 det ene mål i FA Cup-finalen imod Chelsea, og blev kåret som Man of the Match, da Leicester vandt pokalturneringen for første gang i klubbens historie.

### Aston Villa
Den blev i juni 2023 annonceret, at Tielemans ville skifte til Aston Villa når hans kontrakt udløb med Leicester den 1. juli 2023.

## Landsholdskarriere

### Ungdomslandshold
Tielemans har repræsenteret Belgien på flere ungdomsniveauer.

### Seniorlandshold
Tielemans debuterede for det belgiske landshold den 9. november 2016. Han var del af Belgiens trupper til VM 2018, EM 2020 og VM 2022.

## Titler
Anderlecht
- Belgiens 1. division A: 2 (2013-14, 2016-17)
- Belgisk Super Cup: 2 (2013, 2014)

Leicester City
- FA Cup: 1 (2020-21)
- FA Community Shield: 1 (2021)

Individuelle
- Belgiens 1. division A Årets unge spiller: 2 (2013-14, 2014-15)
- Belgiens 1. division A Årets spiller: 1 (2016-17)
- UEFA Europa League Sæsonens hold: 1 (2016-17)
- Leicester City Sæsonens spiller: 1 (2020-21)